# Year Walk 最後の啓示
『Year Walk 最後の啓示』（イヤーウォーク さいごのけいじ、原題：Year Walk）は、スウェーデンのインディーゲームスタジオSimogoが開発し2013年2月21日に発売したホラーアドベンチャーゲーム。

## 概要
19世紀のスウェーデンの雪に覆われた森林地帯を舞台に、当時実際に行われていたとされる儀式「イヤーウォーク」（スウェーデン語では「Årsgång」）に主人公が身を投じていくさまが描かれる。イヤーウォークとは、大晦日などの特定の日に24時間断食しその後の真夜中に外に出て教会へ向かうと未来を垣間見ることができるというもので、主人公は、自分の愛する存在が翌年に自分を愛するかどうかの未来を確認するため、パズル的な謎解きを行いながら歩き回る。道中では、民間伝承上の生物であるフルドラ、ブルックホース、ミーリング、ナイトレイブン、チャーチグリムと遭遇する。
日本のWii U版は任天堂がローカライズを行い発売した。また、欧米のWii U版の発売直前にはSimogoが前述の生物にまつわる創作童話5編を公式サイト上で公開したが、日本の任天堂公式サイト上においてもこの童話の邦訳版が公開されている。

## 開発
本作は当初、本作ディレクターのシモン・フレッサーの友人のヨナス・タレスタッドが短編映画の脚本として制作していたものだったが、ある時タレスタッドがフレッサーに台本を見せたところアイデアを気に入り、ゲームの構造に合うように最初と最後の主要な部分以外のスクリプトが書き直された。
最初にリリースされたiOS版では、本編発売と同日に『Year Walk Companion』というアプリが別途無料配信された。これは本編に登場する生物や現象を解説するミニ百科事典のようなものだが、記述の一部は本編の謎を解く際に必要となる。こうした要素は、プレイヤー自身が物語の結果に関与することによるメタフィクション的な効果を狙う意図がある。なお、その後に発売されたSteam（Microsoft Windows, macOS）版とWii U版ではこのアプリの内容が本編に内包されている。

## 受賞・ノミネート
- 2013 Independent Games Festival 「Excellence in Visual Art」ノミネート[9]
- 2013 Unity Awards 「Best 2D Artistic Experience」受賞、「Golden Cube」「Community Choice」ノミネート[10]
- 第10回英国アカデミー賞ゲーム部門（英語版） 「Game Innovation」ノミネート[11]
- 第10回International Mobile Gaming Awards（英語版） 「Excellence in Art Design」受賞[12]、「Excellence in Storytelling」ノミネート[13]
- Nordic Game Awards 2014 「Best Nordic Handheld Game」受賞、「Best Nordic Game of the Year」「Best Artistic Achievement Award」「Best Nordic Innovation Award」ノミネート[14]